# Reichardia tingitana

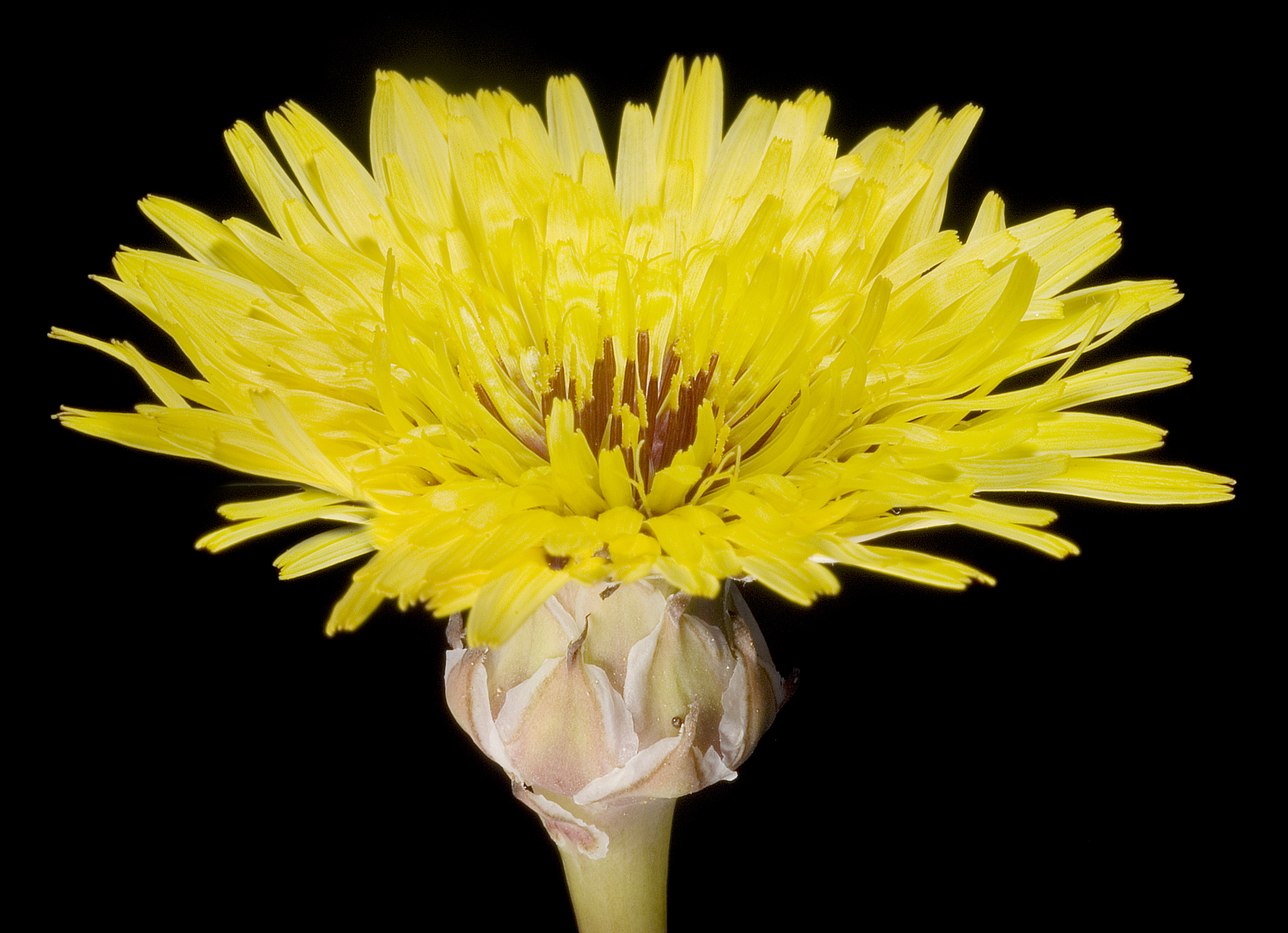
Kwiatostan

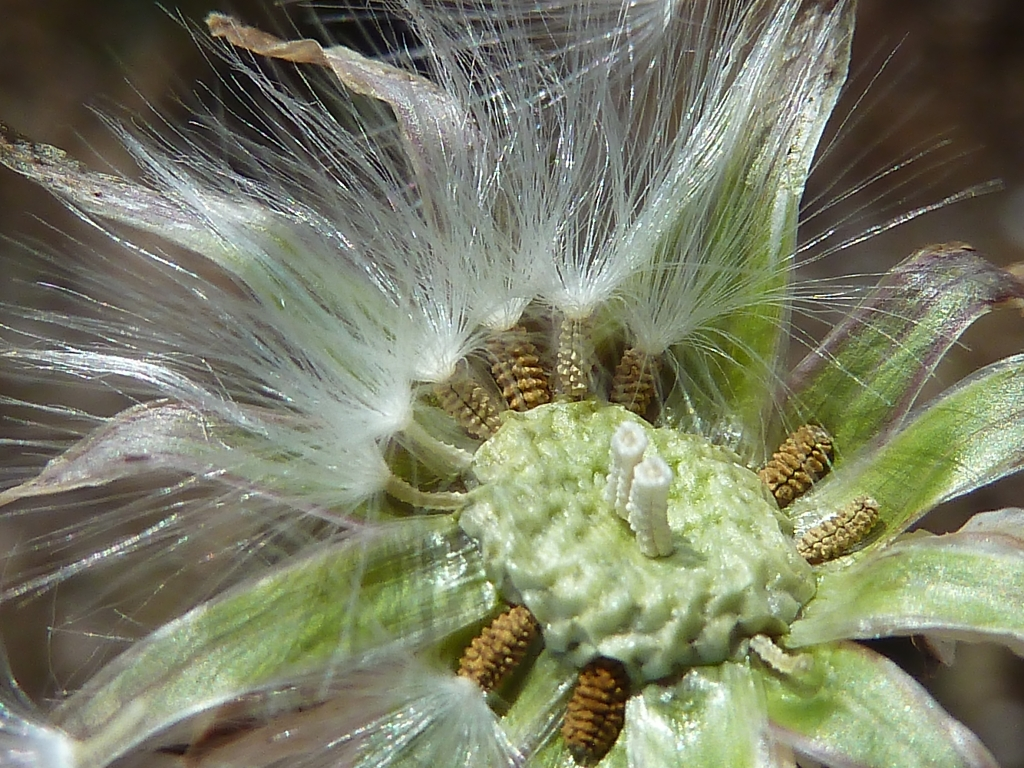
Niełupki

Reichardia tingitana – gatunek roślin z rodziny astrowatych (Asteraceae). Występuje naturalnie w basenie Morza Śródziemnego, w Azji Zachodniej, w Afganistanie oraz Pakistanie. Został także zawleczony do Australii.

## Nazewnictwo
Nazwa rodzaju, Reichardia, została nadana na cześć niemieckiego fizyka i botanika, Johanna Jacoba Reicharda, żyjącego w latach 1743–1782. Nazwa gatunkowa, tingitana, nawiązuje do miasta Tanger (łac. Tingis) w północnym Maroku.
Synonimy: Picridium arabicum Hochst. & Steud. ex DC., Picridium discolor Pomel, Picridium orientale (L.) DC., Picridium orientale (L.) Desf., Picridium saharae Pomel, Picridium tingitanum (L.) Desf., Picridium tingitanum (L.) DC., Picridium vulgare subsp. maritimum (Ball) Batt., Picridium vulgare var. serioides Maire, Reichardia arabica (DC.) Fiori, Reichardia orientalis (L.) Hochr., Reichardia runcinata Moench, Reichardia tingitana (L.) Pau (nom. Illeg.), Reichardia tingitana var. arabica (Hochst.) Asch. & Schweinf., Reichardia tingitana subsp. discolor (Pomel) Maire, Reichardia tingitana var. mauritii Sennen, Reichardia tingitana subsp. orientalis (L.) Maire, Reichardia tingitana var. pinnatifida (Lag.) Pau & Font Quer, Scorzonera orientalis L., Scorzonera tingitana L.,Sonchus tingitanus (L.) Lam..

## Rozmieszczenie geograficzne
Gatunek rodzimy dla Hiszpanii. Rozprzestrzenił się naturalnie w basenie Morza Śródziemnego oraz w Azji Zachodniej. Występuje na hiszpańskich Balearach oraz Wyspach Kanaryjskich, włoskiej Sycylii, w Grecji (także na Krecie i Wyspach Egejskich), Turcji, na Cyprze, w Syrii, Libanie, Izraelu, Jordanii, Arabii Saudyjskiej, Egipcie (także na półwyspie Synaj), Libii, Tunezji, Algierii, Maroku, Iraku, Iranie, Afganistanie, Pakistanie oraz Indiach (w stanie Pendżab). Został także zawleczony na kontynentalną część Włoch oraz do Australii (stany Australia Zachodnia, Australia Południowa, Wiktoria i Nowa Południowa Walia).

## Morfologia
Roślina jednoroczna o wysokości 4–35 cm. Posiada nagie pędy. Liście mają ząbkowane brzegi. Kwiaty żółte od marca do maja. Owocami są niełupki o długości 1,5–2,5 mm.

## Ekologia i biologia
Roślina efemeryczna. Naturalnym habitatem są krzewiaste stepy i pustynie.

## Zastosowanie
Roślina ta nigdzie nie jest w Biblii wymieniona z nazwy, ale M. Zohary, znawca roślin biblijnych uważa, że wchodziła w skład gorzkich ziół, jakie Żydzi spożywali na pustyni podczas Paschy. Cytowana jest w kilku miejscach Biblii jako „gorzkie zioła”:  (Wj 12,8, Lb 9,11, Lm 3,15.